# 彭恭
彭恭（1438年—1497年），字敬之，湖廣常德府龍陽縣人，民籍。

## 生平
八月初二日生，行二，治《詩經》，由國子生中式湖廣鄉試第二十一名舉人，年三十五歲中式成化八年壬辰科會試第一百六十三名，第三甲第一百五十五名進士。官陕西同州知州。

## 家族
曾祖彭昂，大使；祖彭文斌；父彭蔓；母李氏。永感下，妻高氏，兄永和。